# 平井義一 (政治家)

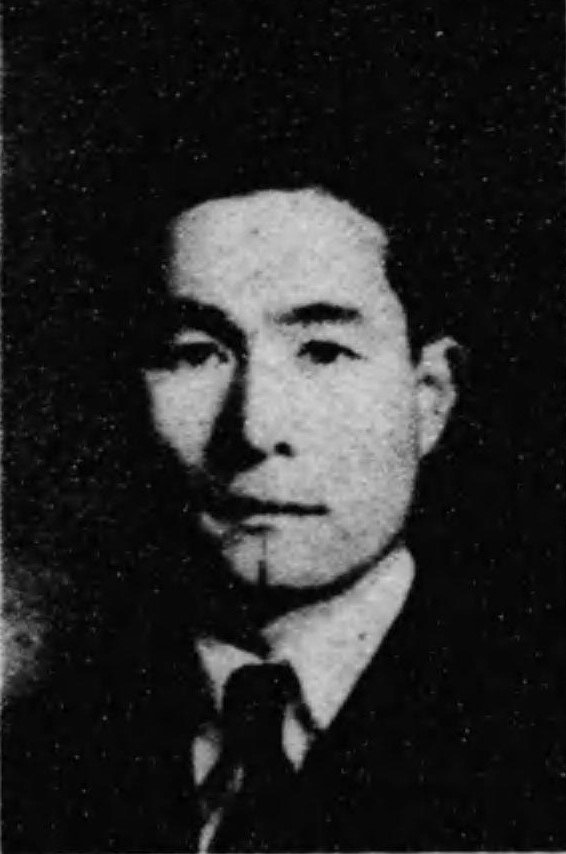
平井義一

平井 義一（ひらい ぎいち、1913年（大正2年）3月15日 - 2007年（平成19年）9月6日）は、日本の政治家。衆議院議員（5期）。

## 経歴
福岡県築上郡八屋町（現・豊前市）出身。1939年（昭和14年）明治大学法学部卒。東京地方専売局に勤務した後、計理士となり、麹町区議、東京市会議長秘書を歴任する。1947年（昭和22年）の第23回衆議院議員総選挙で福岡4区から日本自由党公認で立候補して初当選。以来5期務める。炭鉱国管疑獄では、1948年（昭和23年）衆議院不当財産取引調査委員会に証人喚問されている。第4次吉田内閣で郵政政務次官に就任する。1955年（昭和30年）の保守合同により自由民主党衆議院議員となる。1960年（昭和35年）の総選挙で落選。その後も複数回総選挙に出馬したが、いずれも及ばず、国政復帰はならなかった。このほか横綱審議委員、日本プロレス協会長などを務めた。
1972年（昭和47年）にはシングル「部隊長」（キングレコードに製造を委託した自主製作盤。品番：NCS-387）で歌手デビューもしている（B面は神田たかし「青年の歌」）。